# Woodland (California)
Woodland (anteriormente, Yolo City) es una ciudad de Estados Unidos ubicada en el estado de California. Es la sede del condado de Yolo. Según las estimaciones de 2007 tenía una población de 53.690 habitantes y una densidad poblacional de 1840,9 personas por km². Se encuentra sobre la orilla derecha del curso bajo del río Sacramento, el principal río del norte del estado.

## Geografía

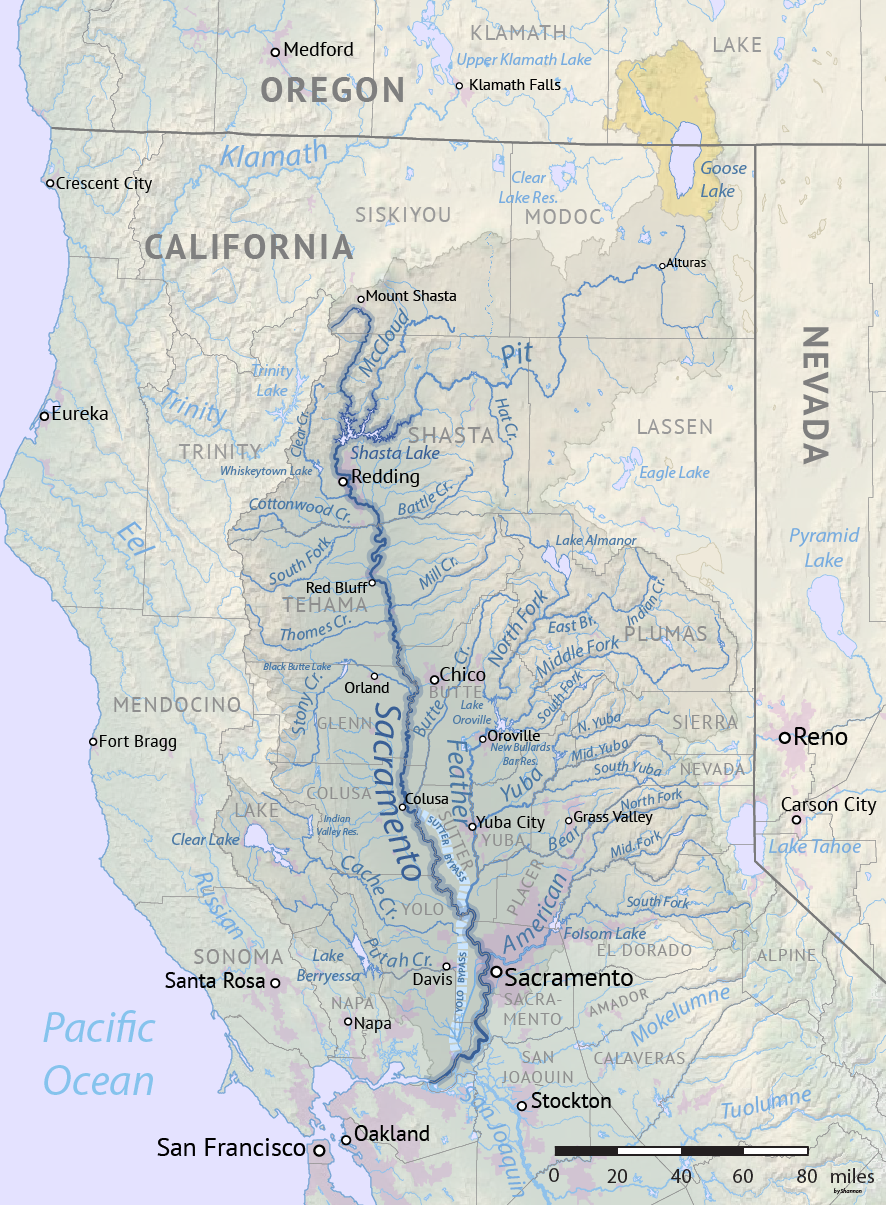
Mapa de la cuenca del río Sacramento donde aparece Woodland sobre su curso bajo

Según la Oficina del Censo, la ciudad tiene un área total de 26.7 km² (10.3 sq mi), de la cual toda es tierra.

## Demografía
Según el censo del año 2000, los ingresos medios por hogar en la localidad eran de $44.449 ($50.309 en diciembre de 2006) y los ingresos medios por familia eran $48.689. Los hombres tenían unos ingresos medios de $34.606 frente a los $27.086 para las mujeres. La renta per cápita para la localidad era de $18.042. Alrededor del 9.2% de las familias y del 11.9% de la población estaban por debajo del umbral de pobreza.

## Personas destacadas
- Julian Iantzi, presentador de televisión nacido en Woodland.

## Ciudades hermanadas
- La Piedad, México